# Moulting Lagoon
Die Moulting Lagoon ist ein See an der Ostküste des australischen Bundesstaates Tasmanien.
Er liegt am Unterlauf des Apsley River an. Im Süden verbindet ihn ein Kanal mit dem Great Swanport und damit mit dem Swan River.